# 4020 Dominique
4020 Dominique eller 1981 ET38 är en asteroid i huvudbältet som upptäcktes den 1 mars 1981 av den amerikanska astronomen Schelte J. Bus vid Siding Spring-observatoriet. Den är uppkallad efter Dominique Bockelée-Morvan.
Asteroiden har en diameter på ungefär 6 kilometer.